# 66 (število)
66 (šéstinšéstdeset) je naravno število, za katero velja velja 66 = 65 + 1 = 67 - 1.

## V matematiki
- sestavljeno število.
- tretje klinasto število.
- trikotniško število {\displaystyle 66=11(11+1)/2\,\!}.
- šesto šestkotniško število {\displaystyle 66=6(2\cdot 6-1)}.
- obilno število {\displaystyle \sigma ^{*}(66)=1+2+3+6+11+22+33=78>66}.
- Zumkellerjevo število.

## V znanosti
- vrstno število 66 ima disprozij (Dy)

## Drugo

### Leta
- 466 pr. n. št., 366 pr. n. št., 266 pr. n. št., 166 pr. n. št., 66 pr. n. št.
- 66, 166, 266, 366, 466, 566, 666, 766, 866, 966, 1066, 1166, 1266, 1366, 1466, 1566, 1666, 1766, 1866, 1966, 2066, 2166